# Spilosoma melanochroa
Spilosoma melanochroa là một loài bướm đêm thuộc phân họ Arctiinae, họ Erebidae.